# Чхве Чхоль Су
Чхве Чхоль Су (кор. 최철수, р.1 декабря 1969) — северокорейский боксёр, олимпийский чемпион.

## Биография
Родился в 1969 году. В 1992 году стал чемпионом Олимпийских игр в Барселоне.

## В филателии
20 декабря 1992 года КНДР выпустила почтовую марку из серии «Победители XXV Олимпийских игр» с изображением Чхве Чхоль Су, золотой медали Олимпиады, пиктограммы бокса и флага КНДР (Sc #3164). Эта марка также вошла в состав малого листа, выпущенного в упомянутой серии.